# ジョブ理論
ジョブ理論（英語 Jobs to be Done, Jobs Theory)は、ハーバード・ビジネス・スクール（HBS) の教授であったクレイトン・クリステンセンによる消費とニーズのメカニズムを理論化したものである。クリステンセンは2003年の著書『イノベーションへの解　利益ある成長に向けて』（翔泳社）で初めて”Jobs to Be Done”という言葉を用い、顧客の属性や製品の特徴ではなく〝顧客が片づけたい用事〟つまり「ジョブ」こそが、商品を買うか買わないかの決定要因であると述べた。イノベーションの手法として用いられた後、理論を発展させ『ジョブ理論』（原題：Competing Against Luck）を記したことで、マーケティングや商品企画などの用途においても広く知られることになった。

## 理論
ジョブ理論とは、人がどのようなものを買い、どのようなものを買わないのか、を説明する内容である。商品の特性や価格など、商品特性をいくら改良しても販売増につながるとは限らず、消費者の購入目的であるジョブに合致しているかどうかが購買を決定づける。ジョブにはいくつかの特徴がある。
- “ジョブ”とは、ある特定の状況で人が成し遂げたい進歩を指す。
- 消費とは“ジョブ”を片づけようとして、特定の製品やサービスを“雇う”ことである。
- 人は置かれた状況によって何を“雇う”か左右される。
- “ジョブ”には機能的な側面だけでなく、感情的、社会的側面がある。

上記のような見方を通して消費者を観察することで、以下の有用性がある。
- 潜在的なニーズと言われるような将来需要を予測可能にすることができる（新規事業）。
- 製品の機能のうち、顧客にとって重視されているものを特定できる（製品開発）。
- 製品の用途を拡大し、市場開拓が可能になる（市場開拓）。
- 顧客の目的に応じたサービスを総合的に提供することで、売上や顧客満足度を高めることができる（カスタマーサクセス）。

## ミルクシェイクの逸話
ある企業からミルクシェイクの売上を伸ばす相談をクリステンセン氏は受けた。その企業はさまざまな調査を行い、フレーバーを追加したり、トッピングを加えたりしたが、あまり効果がなかった。そこで、クリステンセン氏らは、商品がよく売れる平日の朝に来店者を観察することにした。この時間帯の顧客は一人で入店し、ミルクシェイクだけを買い、車でそのまま走り去る顧客が多かった。一方で、休日の日中に同様の調査を行うと、親子で入店し、店内でミルクシェイクを飲んで帰るパターンが多く観察された。それぞれの購入目的も大きく異なり、前者では車での通勤途中に退屈しのぎのために飲むためのもの、後者では子供へのご褒美として買い与えるためのものという違いがあった。平日と週末では同じデモグラフィックの顧客であり、同じ製品であるのにもかかわらず、両者は異なる目的でミルクシェイクを購入していたことにクリステンセンは着目し、この目的をジョブと呼ぶことにした。通勤の退屈しのぎというジョブにおいては、運転の邪魔にならず、手も汚れず、ゆっくりと飲めることが重視されているのに対し、子供へのご褒美というジョブにおいては、多すぎず小さな子供でも素早く飲み干せる特性が望まれていた。従来のマーケティング手法では同一の市場としてみなされて埋もれていた二つの違いを抽出できたのがジョブ理論についての有名な逸話として語られている。

## 類似概念
- セオドア・レビットは『マーケティング発想法』（ダイヤモンド社 1971年）の中で、「顧客はドリルが欲しいのではなく、穴が欲しいのだ」と、売りたい商品ではなく顧客にとって解決したい課題に注目すべきだと説いた。
- アンソニー・アルウィックはアウトカムという言葉を用い、2002年のハーバードビジネスレビューにて同様の概念を発表している。[6]後にクリステンセンは、アルウィックのアイデアがジョブ理論に大きく影響していることを認めている。
- クリステンセンはイノサイトを設立し、ジョブ理論による成長戦略のコンサルティングを提供している。国内ではINDEE Japanが同様のサービスを提供しており、ジョブ理論を実践手法であるJOBSメソッドとして展開している。

## 関連図書
- クレイトン・クリステンセン、マイケル・レイナー 著、玉田俊平太 監修『イノベーションへの解 利益ある成長に向けて』(翔泳社、2003)
- クレイトン・クリステンセン、タディ・ホール、カレン・ディロン、デイビッド・ダンカン 著　津田真吾 監修『ジョブ理論　イノベーションを予測可能にする消費のメカニズム』（ハーパーコリンズ・ジャパン、2017）
- 津田真吾、INDEE Japan 著 『「ジョブ理論」完全理解読本 ビジネスに活かすクリステンセン最新理論』（翔泳社、2018)
- 早嶋聡史著　実践『ジョブ理論』（総合法令出版、2018）

## 参照
1. ↑  『ジョブ理論　イノベーションを予測可能にする消費のメカニズム』 2017, pp. 375–377.
2. ↑  “超要約「ジョブ理論」”. 2021年3月9日閲覧。
3. ↑  “ジョブ理論とは”. 2022年5月17日閲覧。
4. ↑  「ジョブ理論」完全理解読本 ビジネスに活かすクリステンセン最新理論』, 津田真吾 & INDEE Japan 2018.
5. ↑  “人がモノを買うことは「雇う」ということ。「ミルクシェイク・ストーリー」からニーズの本質を知る”. 2021年3月10日閲覧。
6. ↑  “Turn Customer Input into Innovation”. 2021年3月10日閲覧。